# Galambhojsza
A galambhojsza (Daption capense) a madarak (Aves) osztályának viharmadár-alakúak (Procellariiformes) rendjébe, ezen belül a viharmadárfélék (Procellariidae) családjába tartozó Daption madárnem egyetlen faja.

## Rendszertani besorolása
A viharmadárféléken belül a monotipikus galambhojsza és a szintén monotipikus rokonai, az antarktiszi hojsza (Thalassoica antarctica) és a hóhojsza (Pagodroma nivea), valamint a nagytestű sirályhojszák (Fulmarus) és óriáshojszák (Macronectes) közös csoportba, azaz alcsaládi vagy nemzetségi szintre gyűjthetők össze.
Korábban a Procellaria nembe sorolták, Procellaria capensis néven.

## Előfordulása
A déli félteke kontinenseinek és szigeteinek lakója. A telet a tengereken tölti, ahol Angoláig és a Galápagos-szigetekig is eljut, de általában, csak az Auckland-, a Chatham- és a Campbell-szigetekig repül el. Főleg az Antarktisz közelében levő szigeteken költ; például: az Antarktiszi-félszigeten, Déli-Georgián, Balleny-szigeteken, Kerguelen-szigeteken és a Scotia-tenger néhány szigetén.
Mivel hatalmas előfordulási területtel rendelkezik, továbbá a 2009-ben végzett becslések szerint 2 millió felnőtt példány van belőle a Természetvédelmi Világszövetség (IUCN) a galambhojszát nem fenyegetett fajként tartja számon.

## Alfajai
- Daption capense australe (Mathews, 1913)[3] - Új-Zéland és az Antarktisz között költ.[5]
- Daption capense capense (Linnaeus, 1758)[6] - az Antarktisz körül költ.[5]

## Megjelenése
Testhossza 39 centiméter, szárnyfesztávolsága 86–89 centiméter, testtömege 250–300 gramm. Feje, szárnyainak teteje sötétbarna, fehér mintázattal, alsó fele hófehér. Nevét a galambhoz hasonló kinézete miatt kapta a tengerészektől.
A madárnak a viharmadár-alakúakra jellemző felső csőrkáváján egyenes, cső alakú, szarunemű nyúlványt visel. Zúzógyomrában olajat termel, melyet védekezésre (köpködés által) vagy a fióka táplálásakor használ fel; ha hosszabb vándorutat tesz meg, anélkül, hogy táplálkozzon, akkor ebből az olajból él. Az orrlyukai fölött sómirigyek találhatók, melyekkel a galambhojsza kivonja testéből a tengervíz fogyasztása nyomán felszaporodott sót. A kiválasztott sót magas sótartalmú nyálka formájában az orrán át spricceli ki.
|  |

## Életmódja
A vízfelszínén vagy a víz alá bukva vadászik kisebb halakra, kalmárokra és krillre. Táplálékának a 80%-át azonban a rákok képezik. A hajókat is követi hulladék reményében. Táplálkozáskor agresszív viselkedést mutatnak, még a fajtársaikkal szemben is.

## Szaporodása
Sziklapárkányokon telepesen fészkel, melyet törmelékből mélyedésbe készít el. A költőkolóniái kisebbek, mint a többi rokonáé, és általában egy kilométeres távolságban van a tengertől. Novemberben a tojó csak egy tojást tojik, melyen mindkét madár 45 napig kotlik. Kikelés után 45 nappal, körülbelül márciusban, a fióka kirepül a fészekből.
|  |

### Fordítás
- Ez a szócikk részben vagy egészben  a   Cape petrel című angol Wikipédia-szócikk ezen változatának fordításán alapul.  Az eredeti cikk szerkesztőit annak laptörténete sorolja fel. Ez a jelzés csupán a megfogalmazás eredetét és a szerzői jogokat jelzi, nem szolgál a cikkben szereplő információk forrásmegjelöléseként.